# سارا أريكسون (مصارعة الهواة)
سارا أريكسون (بالسويدية: Sara Eriksson Dikanda)‏ هي مصارعة الهواة سويدية، ولدت في 23 يناير 1974 في لوليو في السويد.

## وصلات خارجية
- سارا أريكسون على موقع قاعدة بيانات المصارعة الدولية (الإنجليزية)
- سارا أريكسون على موقع أوليمبيديا (الإنجليزية)
- سارا أريكسون على موقع اللجنة الأولمبية السويدية (السويدية)